# 水原大學
水原大學校（諺文：수원대학교，英文：The University of Suwon），創立於1982年，校園位於大韓民國京畿道華城市，是一所四年制綜合型私立大學。
象徵標語為素質、創意、正義，象徵物為天馬。學生人數為13,757人，現有9個單科學院、21個學部、60個學系及11個研究所（以2017年為基準）。学校以韩文和英文为主要教学語言。

## 沿革

### 紀事
- 1981年12月 設立水原大學
- 1988年11月 升格為綜合大學
- 2018年：在教育部大學基本優良評鑑中獲評優良強化大學，獲得一般財政支援。[1]

### 歷代校長
以下為音譯
- 第1代 李鍾旭 (1989.03~1993.05)
- 第2代 崔英朴 (1993.06~1996.07)
- 第3代 李鍾旭 (1996.08~2000.07)
- 第4代 李鍾旭 (2000.08~2004.07)
- 第5代 李鍾旭 (2004.08~2008.07)
- 第6代 李鍾旭 (2008.08~2009.03)
- 第7代 李仁秀 (2009.04~2013.03)
- 第8代 李仁秀 (2013.03~)

## 學術單位

### 大學
- 以2018年11月水原大學官方網站資料為依據[2]

| 學院             | 學部                  | 學系               | 學位   | 學位   | 學位   |
| 學院             | 學部                  | 學系               | 學士   | 碩士   | 博士   |
| ---------------- | --------------------- | ------------------ | ------ | ------ | ------ |
| 教養學院         | 不適用                | 不適用             | 不適用 | 不適用 | 不適用 |
| 人文社會學院     | 人文學部              | 國語國文學系       | ●      | ●      | ●      |
| 人文社會學院     | 人文學部              | 史學系             | ●      | ●      |        |
| 人文社會學院     | 外國語學部            | 英語英文學系       | ●      | ●      | ●      |
| 人文社會學院     | 外國語學部            | 法語法文學系       | ●      |        |        |
| 人文社會學院     | 外國語學部            | 俄語俄文學系       | ●      |        |        |
| 人文社會學院     | 外國語學部            | 日語日文學系       | ●      |        |        |
| 人文社會學院     | 外國語學部            | 中國語文學系       | ●      | ●      |        |
| 人文社會學院     | 法‧行政學部           | 法學系             | ●      | ●      |        |
| 人文社會學院     | 法‧行政學部           | 行政學系           | ●      | ●      | ●      |
| 人文社會學院     | 無                    | 媒體傳播學系       | ●      |        |        |
| 經商學院         | 經濟學部              | 經濟金融學系       | ●      | ●      |        |
| 經商學院         | 經濟學部              | 國際發展合作學系   | ●      |        |        |
| 經商學院         | 經營學部              | 經營學系           | ●      | ●      | ●      |
| 經商學院         | 經營學部              | 會計學系           | ●      | ●      | ●      |
| 經商學院         | 經營學部              | 國際企業學系       | ●      | ●      | ●      |
| 經商學院         | 旅館觀光學部          | 旅館經營學系       | ●      | ●      |        |
| 經商學院         | 旅館觀光學部          | 外食經營學系       | ●      | ●      |        |
| 經商學院         | 旅館觀光學部          | 觀光經營學系       | ●      | ●      |        |
| 工程學院         | 生物化學產業學部      | 生物科學系         | ●      |        |        |
| 工程學院         | 生物化學產業學部      | 生物工學與行銷學系 | ●      | ●      | ●      |
| 工程學院         | 生物化學產業學部      | 聯合化學產業系     | ●      |        |        |
| 工程學院         | 建設環境工程學部      | 建設環境工學系     | ●      | ●      | ●      |
| 工程學院         | 建設環境工程學部      | 環境工程學系       | ●      | ●      | ●      |
| 工程學院         | 建築都市不動產學部    | 建築學系           | ●      | ●      | ●      |
| 工程學院         | 建築都市不動產學部    | 都市不動產學系     | ●      | ●      | ●      |
| 工程學院         | 產業與機械工學部      | 產業工程學系       | ●      | ●      |        |
| 工程學院         | 產業與機械工學部      | 機械工程學系       | ●      | ●      | ●      |
| 工程學院         | 電子材料工學部        | 電子材料工程學系   | ●      | ●      | ●      |
| 工程學院         | 電子材料工學部        | 電子物理系         | ●      |        |        |
| 工程學院         | 電機電子工學部        | 電機工程學系       | ●      | ●      | ●      |
| 工程學院         | 電機電子工學部        | 電子工程學系       | ●      | ●      | ●      |
| 工程學院         | 化學工學‧新材料工學部 | 新材料工程學系     | ●      | ●      | ●      |
| 工程學院         | 化學工學‧新材料工學部 | 化學工程學系       | ●      | ●      | ●      |
| ICT聯合學院      | 計算機學部            | 電腦軟體系         | ●      | ●      | ●      |
| ICT聯合學院      | 計算機學部            | 媒體軟體系         | ●      | ●      | ●      |
| ICT聯合學院      | 情報通信學部          | 情報通信系         | ●      | ●      | ●      |
| ICT聯合學院      | 情報通信學部          | 情報保護系         | ●      |        |        |
| ICT聯合學院      | 資料科學部            | 資料科學系         | ●      | ●      |        |
| 健康科學學院     | 無                    | 護理學系           | ●      | ●      | ●      |
| 健康科學學院     | 無                    | 兒童家族福祉學系   | ●      | ●      | ●      |
| 健康科學學院     | 無                    | 服裝學系           | ●      |        |        |
| 健康科學學院     | 無                    | 食品營養學系       | ●      | ●      | ●      |
| 健康科學學院     | 運動科學部            | 體育學系           | ●      | ●      | ●      |
| 健康科學學院     | 運動科學部            | 休閒運動學系       | ●      | ●      | ●      |
| 健康科學學院     | 運動科學部            | 運動健康管理學系   | ●      | ●      | ●      |
| 美術學院         | 造型藝術學部          | 繪畫系             | ●      | ●      | ●      |
| 美術學院         | 造型藝術學部          | 雕塑系             | ●      | ●      | ●      |
| 美術學院         | 設計學部              | 傳媒設計系         | ●      | ●      |        |
| 美術學院         | 設計學部              | 時尚設計系         | ●      | ●      |        |
| 美術學院         | 設計學部              | 工藝設計系         | ●      | ●      |        |
| 音樂學院         | 無                    | 作曲系             | ●      | ●      |        |
| 音樂學院         | 無                    | 聲樂系             | ●      | ●      |        |
| 音樂學院         | 無                    | 鋼琴系             | ●      | ●      | ●      |
| 音樂學院         | 無                    | 管弦樂系           | ●      | ●      |        |
| 音樂學院         | 無                    | 國樂系             | ●      | ●      |        |
| 聯合文化藝術學院 | 文化藝術學部          | 電影影像系         | ●      | ●      |        |
| 聯合文化藝術學院 | 文化藝術學部          | 話劇系             | ●      | ●      |        |
| 聯合文化藝術學院 | 文化藝術學部          | 舞蹈系             | ●      | ●      | ●      |
| 聯合文化藝術學院 | 文化藝術學部          | 文化融合科技系     | ●      | ●      |        |
| 國際學院         | 不適用                | 不適用             | 不適用 | 不適用 | 不適用 |

### 研究所
- 以2018年11月水原大學官方網站資料為依據[3]

| 一般大學院       | 一般大學院                         | 一般大學院                      | 一般大學院                      |
| 分類             | 系所                               | 系所                            | 系所                            |
| ---------------- | ---------------------------------- | ------------------------------- | ------------------------------- |
| 人文社會         | 國語國文學                         | 英語英文學                      | 經營學                          |
| 人文社會         | 史學                               | 行政學                          |                                 |
| 自然科學         | 計算機學                           | 生命工程學                      | 統計情報學                      |
| 自然科學         | 食品營養學                         | 兒童家族學                      |                                 |
| 工程學           | 土木工程學                         | 建築工程學                      | 環境工程學                      |
| 工程學           | 都市不動產開發學                   | 化學工程學                      | 新材料工程學                    |
| 工程學           | 電機工程學                         | 電子工程學                      | 機械工程學                      |
| 工程學           | 產業情報工程學                     | 情報通信工程學                  | 文化融合科技學                  |
| 藝體能           | 體育學                             | 舞蹈學                          | 音樂學                          |
| 藝體能           | 美術學                             | 產業美術學                      |                                 |
| 保健             | 護理學                             |                                 |                                 |
| 大學院           |                                    |                                 |                                 |
| 大學院           | 系所                               | 系所                            | 系所                            |
| 公共政策大學院   | 行政經營聯合                       | 保育行政                        | 福祉行政                        |
| 公共政策大學院   | 永續經營政策                       | 自願志工                        |                                 |
| 教育大學院       | 國語教育                           | 英語教育                        | 數學教育                        |
| 教育大學院       | 計算機教育                         | 體育教育                        | 商談教育                        |
| 教育大學院       | 美術教育                           | 育兒教育                        | 歷史教育                        |
| 教育大學院       | 中國語教育                         | 舞蹈教育                        | 營養教育                        |
| 經營大學院       | 經營學系∶ 經營專攻                 | 經營學系∶ 金融經濟專攻          |                                 |
| 工程學大學院     | 土木工程學                         | 建築工程學                      | 環境工程學                      |
| 工程學大學院     | 都市不動產開發學                   | 產業情報工程學                  | 計算機學                        |
| 工程學大學院     | 機械工程學                         | 電機工程學                      | 電子工程學                      |
| 工程學大學院     | 電子材料工程學                     | 化學工程學                      | 新材料工程學                    |
| 社會福祉大學院   | 社會福祉學系∶ 社會福祉專攻         | 社會福祉學系∶ 心理商談專攻      |                                 |
| 旅館觀光大學院   | 旅館觀光經營學系∶ 旅館外食經營專攻 | 旅館觀光經營學系∶ 觀光經營專攻  |                                 |
| 美術大學院       | 數位媒體學                         | 造型藝術學                      | 畫藝造型學                      |
| 音樂大學院       | 音樂科技學系∶ 新媒體實用音樂專攻   | 鋼琴教授學系： 鋼琴教授專攻     | 鋼琴教授學系： 鋼琴伴奏專攻     |
| 音樂大學院       | 鋼琴教授學系： 合唱指揮專攻        | 鋼琴教授學系： 音樂藝術經營專攻 | 鋼琴教授學系： 音樂治療商談專攻 |
| 僱傭服務大學院   | 僱傭服務學系： 僱傭服務專攻        | 僱傭服務學系： HR服務專攻       |                                 |
| 運動科學大學院   | 運動科學學系： 高爾夫產業專攻      | 運動科學學系： 運動經營專攻     | 運動科學學系： 競技指導專攻     |
| 運動科學大學院   | 運動科學學系： 運動健康管理專攻    | 運動科學學系： 海洋休閒產業專攻 |                                 |
| 文化藝術大學院   | 文化藝術學系： 話劇專攻            | 文化藝術學系： 電影影像專攻     | 文化藝術學系： 舞蹈專攻         |
| 文化藝術大學院   | 文化藝術學系： 文化融合科技專攻    |                                 |                                 |
| Beauty科學大學院 | Beauty科學學系： 化妝品工學專攻    | Beauty科學學系： 化妝品企劃專攻 |                                 |
| 人工智能大學院   | 人工智能學系： 自然語處理專攻      | 人工智能學系： 圖像處理專攻     | 人工智能學系： 資料數據分析專攻 |

## 著名校友
- 黃正音－戲劇電影學系
- 蘇怡賢－戲劇電影學系
- 林晶恩－戲劇電影學系
- 池晟－戲劇電影學系
- 柳俊烈－戲劇電影學系
- 姜基榮－戲劇電影學系
- 金勝友－體育教育學學士、體育經營學碩士
- 申成祿－演劇電影系（中退）
- 旗安84－美術學院一造型藝術學部 西洋畫系
- 姜勳－戲劇電影學系

## 備註及參考資料
1. ↑  該碩士學位為旅館外食專攻
2. 1 2 3  韓國稱碩、博士研究所為「大學院」。

1. ↑  . 연합뉴스. 2018-08-23  [2018-11-17]. （原始内容存档于2018-11-18） （韩语）.
2. ↑   [水原大學大學].   [2018-11-20]. （原始内容存档于2018-11-20） （韩语）.
3. ↑   [水原大學大學院].   [2018-11-20]. （原始内容存档于2018-11-20） （韩语）.